# Touit huetii
Touit huetii е вид птица от семейство Папагалови (Psittacidae). Видът е световно застрашен, със статут Уязвим.

## Разпространение
Видът е разпространен в Боливия, Бразилия, Венецуела, Гвиана, Еквадор, Колумбия, Перу и Тринидад и Тобаго.